# Lista över vulkaner i Armenien

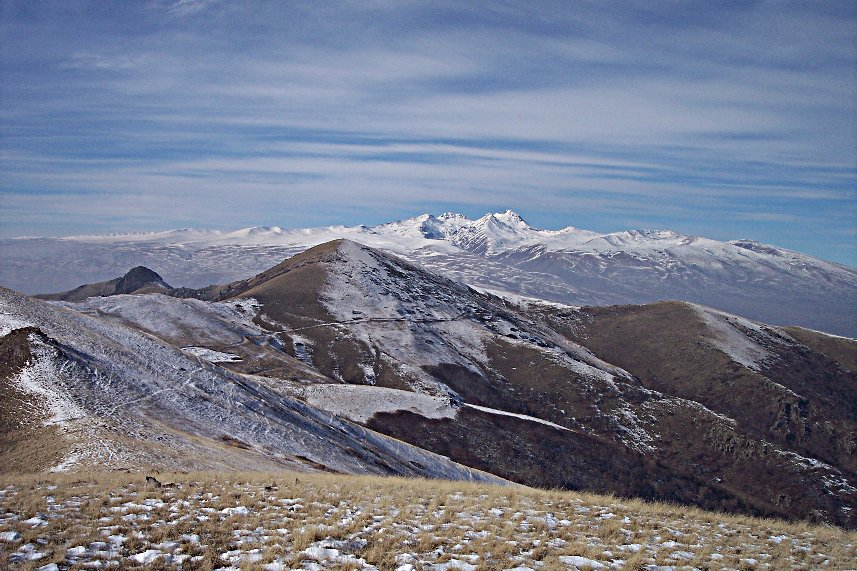
Vulkanen Aragats.

Detta är en lista över vulkaner i Armenien.
| Namn            | Höjd (m ö.h.) | Koordinater                              | Senaste utbrott |
| --------------- | ------------- | ---------------------------------------- | --------------- |
| Aragats         | 4 095         | 40°32′N 44°12′Ö / 40.53°N 44.20°Ö        | Holocen         |
| Dar-Alages      | 3 329         | 39°42′00″N 45°32′31″Ö / 39.70°N 45.542°Ö | 2000 f.Kr.      |
| Ghegam Ridge    | 3 597         | 40°16′30″N 44°45′00″Ö / 40.275°N 44.75°Ö | 1900 f.Kr.      |
| Porak           | 2 800         | 40°01′N 45°47′Ö / 40.02°N 45.78°Ö        | 778 f.Kr.       |
| Tsghuk (vulkan) | 3 000         | 39°44′N 46°01′Ö / 39.73°N 46.02°Ö        | 3000 f.Kr.      |